# 2623 Zech
2623 Zech este un asteroid din centura principală, descoperit pe 22 septembrie 1919, de Karl Reinmuth.